# Titi et Grosminet mènent l'enquête
Pour les articles homonymes, voir Titi et Grosminet (homonymie).
Titi et Grosminet mènent l'enquête ou Sylvestre et Titi mènent l'enquête (The Sylvester and Tweety Mysteries) est une série télévisée d'animation américaine en 52 épisodes de 22 minutes, créée par James T. Walker et Lenord Robinson et diffusée entre le 9 septembre 1995 et le 5 février 2000 dans le bloc de programmation Kids' WB. Le dernier épisode, inédit sur The WB, a été diffusée sur Cartoon Network le 18 décembre 2002.
En France, la première saison a été diffusée sous le titre Sylvestre et Titi mènent l'enquête, à partir du 17 juillet 1996 sur Canal+.
Rediffusion et saisons inédites sous le titre Titi et Grosminet mènent l'enquête, du 5 janvier 1997 au 11 septembre 2011 dans les émissions Tout Tazimut,  Bunny et tous ses amis  et Bunny Tonic sur France 3, sur Cartoon Network entre 2002 et le 4 janvier 2011 et enfin sur Boomerang entre mai 2004 et juillet 2019. Au Québec, elle a été diffusée à partir du 11 septembre 1999 à la Télévision de Radio-Canada.

## Synopsis
Mémé est une célèbre détective connue dans le monde entier. Ses services sont demandés dans de nombreux pays pour combattre le crime et résoudre les différentes énigmes. Pour l'épauler, elle peut compter sur les célèbres Titi le canari, Grosminet le chat et Hector le bulldog anglais, toujours présents à ses côtés. Mais pour chacun des animaux, la mission n'est pas toujours la même. En effet Grosminet, fidèle à ses habitudes, cherche toujours à dévorer Titi. Malheureusement pour Grosminet, Mémé ou Hector sont toujours là pour l'arrêter et le punir à leur façon.

## Voix françaises
- Brigitte Moati puis Patricia Legrand : Titi
- Patrick Guillemin puis Patrick Préjean : Sylvestre le chat, Le leader des Piñatas (épisode 5), Voix Additionnelles
- Véronique Augereau puis Barbara Tissier : Mémé, Voix Additionnelles
- Philippe Peythieu : Hector, Voix Additionnelles
- Michel Mella : Voix Additionnelles
- Jean-Claude Donda : Voix Additionnelles
- Évelyne Grandjean : Voix Additionnelles
- Roger Carel : Voix Additionnelles
- Odile Schmitt : Voix Additionnelles (épisode 6 - saison 1)
- Patrick Préjean : Sam le pirate / Voix Additionnelles
- François Carreras : Pépé le putois
- Roger Carel : Le leader des Piñatas (saison 2; épisode 5) / Voix additionnelles
- Michel Mella : Le leader des Piñatas (saisons 2 - 4 & 5) / Voix Additionnelles
- Emmanuel Curtil : Voix Additionnelles
- Benoît Allemane : Charlie le coq / Narrateur / Voix additionnelles
- Patrick Guillemin : Daffy Duck et Narrateur (episode 12 saison 4) / Voix additionnelles

 Source et légende : version française (VF) sur RS Doublage

## Épisodes

### Épisode pilote (1994)
1. Grosminet dit… Raoul (Sylvester Says… Relax)

### Première saison (1995-1996)
1. Le chat qui en savait trop (The Cat Who Knew Too Much)
2. La roulette de la fortune (Platinum Wheel of Fortune)
3. Une Mémé peut en cacher une autre (Double Take)
4. Château en Irlande (A Chip Off the Old Castle)
5. Restons dans le thon (Something Fishy Around Here)
6. La croisière s'agace (B2 Or Not B2)
7. Des cornes en abondance (Bull Running On Empt)
8. Le crime ne paie pas (A Ticket to Crime)
9. Le canari maltais (The Maltese Canary)
10. La veille de Noël (It Happened One Night Before Christmas)
11. Revenons à nos moutons (Outback Down Under)
12. Sauve « kilt » peut ! (It's a Plaid, Plaid, Plaid, Plaid World)
13. La fugue des figues (Go Fig)

### Deuxième saison (1996-1997)
1. Dans la lune / Les feuilles vertes de Salem (Spaced Out / Autumn's Leaving)
2. Quel cinéma / Un chat dans la gorge (Catch as Catch Cannes / Yodel Recall)
3. Polkalamité / Une mémé disparaît (Don't Polka Me / The Granny Vanishes)
4. Fouille de Rimfire / Danger explosion ne pas approcher (The Scare Up There / If It's Wednesday, This Must Be Holland)
5. Panique à bord / C'est le bouquet (Curse of De Nile / Hawaii 33-1/3)
6. Gardez votre Panthéon / Le mystère de Londres (Keep Your Pantheon / London Broiled)
7. Une grenouille dans la gorge / Beaux coups de fouet pour rien (Froggone It / Mush Ado About Nothing)
8. Michigan J. a disparu / Appelez-moi Lincoln (One Froggy Throat / They Call Me Mister Lincoln)

### Troisième saison (1997-1998)
1. La star de Bombay / Le dindon de la farce (The Star of Bombay / Happy Pranksgiving)
2. Paris pue-t-il ? / Le comte est bon (Is Paris Stinking? / Fangs for the Memories)
3. Bons bisous de Moscou / C'est pas de la tarte (Moscow Side Story / Fair's Fair)
4. El dia los Gros Minetos / Le dîner du Condor (El Dia de los Puussygatos / 3 Days & 2 Nights of the Condor)
5. Mémé perd ses verres / Quand les chiens font des chats (Jeepers Creepers / Yelp!)
6. Puces en piste / Chute libre au Niagara (Fleas Release Me / Niagara's Fallen)
7. Retour aux sources / Du rififi chez les canaris (The Fountain of Funk / Yes, We Have No Canaries)
8. Le fantôme de la Maison Blanche / Frigo (Spooker of the House / Furgo)
9. Torture de tortue / Rhapsodie en bleu (Shell Game / Rhaslin Rhapsody)
10. Chats pas hockey / La main au collier (Ice Cat-Pades / To Catch a Puddy)
11. Cercles vicieux / 20 000 meuh sous les mers (Family Circles / Sea You Later)
12. Qui veut noyer le poisson / Roswell, la vérité est dans le coin (A Case of Red Herring / Roswell That Ends Well)
13. Histoire de famille / Sages comme des mirages (A Good Nephew Is Hard to Find / Mirage Sale)

### Quatrième saison (1998-1999)
1. Machination / Le jeu du chat et du monstre (The Stilted Perch / A Game of Cat and Monster)
2. A Thor et à travers / Le rodéo de Rominet (You're Thor?! / I Gopher You)
3. Drôle de roi lion / Psychose d'une fenêtre sur sueurs froides (Hold the Lyin' King Please / Suite Mystery of Wife)
4. Les rues de San Francisco / Le triangle de la terreur (The San Francisco Beat / The Triangle of Terror)
5. Le casino fait son numéro / Joyeux aquaversaire (Casino Evil / Happy Bath Day to You)
6. Rotha Khan / Les félins chasseurs (The Rotha Khan / Good Bird Hunting)
7. Hantise à Venise / 50 carats sur l'estomac (Venice, Anyone? / The Fifty Karat Furball)
8. La B.A. de Noël / Pour une poignée de Lutefisk (Feather Christmas / A Fist Full of Lutefisk)
9. Satané satellite / Scène de mainate (Son of Roswell That Ends Well / A Mynah Problem)
10. Qu'est-il arrivé à Shorty Twang ? / Une belle histoire d'armure (Whatever Happened to Shorty Twang? / A Big Knight Out)
11. Choux de Bruxelles / L'oiseau d'or de Shangri Griffe (Brussels Sprouts / The Golden Bird of Shangri-Claw)
12. Quand Mémé régnait sur la Terre / Titi néerlandais (When Granny Ruled The Earth / Dutch Tweet)
13. Une écrevisse dans le bayou / Double Titi (Bayou on the Half Shell / Seeing Double)

### Cinquième saison (1999-2002)
1. Quand Harry rencontre Salieri / On a toujours besoin d'un ver à soie chez soi (When Harry Met Sallieri / Early Woim Gets the Boid)
2. Un chat reste toujours un chat / Le trésor du capitaine Gamin (This Is the Kitty / An Eye for an Aye Aye)
3. Recraie-action / Une soirée reposante (The Blackboard Jumble / What's the Frequency Kitty?)
4. Visite chez le véto / Dans les choux jusqu'au cou (Dial V for Veterinarian / California's Crusty Bronze)
5. Les matous, minous, manois… / C'est la fin (The Tail End / This Is the End)

## Commentaires
- Après trente ans d'absence, ce dessin animé remet en scène les célèbres Titi et Grosminet. Chaque épisode amène son lot d'enquêtes et son lot d'humour grâce à la rivalité du trio que forment les animaux.
- À noter également que bien que la série soit assez récente, il existe deux castings différents, la raison est qu'au cours de la production de la série, après la saison 1 la Warner Bros avait choisi de nouveaux comédiens pour doubler les Looney Tunes, entraînant des changements de voix pour les saisons suivantes.
- À noter aussi que Cool Cat fait parfois des caméos.